# Brachyscleroma flavomaculata
Brachyscleroma flavomaculata är en stekelart som beskrevs av He och Chen 1995. Brachyscleroma flavomaculata ingår i släktet Brachyscleroma och familjen brokparasitsteklar. Inga underarter finns listade.